# 春日千乳早山香媛
春日千乳早山香媛（かすがのちちはやまわかひめ）は、古代の人物、孝霊天皇の妃である。父は春日県主である春日千千速（チチハヤ）である。